# 청송 나들목
청송 나들목(Cheongsong IC)은 경상북도 청송군 파천면 중평리에 설치된 서산영덕고속도로의 31번 나들목이다. 나들목 진출입로는 파천면 관리와 접하고 있으며, 국도 제31호선을 통해 파천면, 진보면, 청송읍내로 진출할 수 있다. 인근에 한국도로공사 청송지사가 있으며, 2016년 12월 26일에 개통되었다.

## 역사
- 2010년 5월 11일 : 나들목 신설을 위해 청송군 도시계획시설 교통광장에 파천면 중평리 일원을 청송 나들목으로 고시[1]
- 2016년 12월 23일 : 개통일을 12월 26일로 연기[2]
- 2016년 12월 26일 : 당진영덕고속도로 상주 ~ 영덕 구간 개통과 함께 영업 개시[3]

## 구조물 정보
- 위치: 경상북도 청송군 파천면 중평리
- 영업소: 경상북도 청송군 파천면 청송로 5377-59
- 한국도로공사 청송지사: 경상북도 청송군 파천면 청송로 5359

## 접속하는 도로
- 국도 제31호선 (청송로)

## 교통량 정보
| 요금소        | 통행량 (대/일) | 통행량 (대/일) | 통행량 (대/일) | 통행량 (대/일) | 각주  |
| 요금소        | 2016년         | 2017년         | 2018년         | 2019년         | 각주  |
| ------------- | -------------- | -------------- | -------------- | -------------- | ----- |
| 청송 (폐쇄식) | 2,133          | 2,446          | 2,708          | 2,840          | [ 4 ] |